# Styrkesten
Styrkesten (fra translittereret ja. chikaraish) er en særlig slags granitsten i Shinto-religionen, der blev anvendt i Japan under Edo- og Meji-perioderne. De skal vise menneskenes styrke over for deres guder, hvilket blev gjort ved, at unge mænd tog pauser fra deres daglige arbejde på bondegårdene og dystede mod hinanden om at kunne løfte disse sten, der hver vejer 120-210 kg. Vinderen fik den ære at få sit navn indgraveret på stenen, som efterfølgende blev lagt på en særlig plads ved templet som et personligt trofæ.
Således kan man i dag ved disse templer se samlinger af sten fra vinderne.